# Шираз, Ованес Тадевосович
Ованес Тадевосович Шираз (арм. Հովհաննես Շիրազ, при рождении Оник Карапетян; 27 апреля 1915 — 14 марта 1984) — армянский поэт, общественный деятель. Отец Сипана Шираза.

## Биография
Ованес родился в городе Александрополь (Гюмри), в самый разгар Первой мировой войны, во время начатого младотурками геноцида армян. В мае 1918 г., Александрополь был захвачен турками. Отец Ованеса был убит турецкими солдатами в поле, во время работы. В декабре того же года Александрополь был возвращён в состав Армении. Ованес рос в приюте для сирот, пока однажды на рынке случайно не нашел свою мать Астхик. В отрочестве Ованес был помощником сапожника, работал на Текстильном комбинате Ленинакана.
Его первое произведение — «Приход весны», было опубликовано в 1935 г., после чего новеллист Атрпет дал молодому Ованесу псевдоним «Шираз», сравнив его поэзию с розами персидского города Шираза.
В 1937—1941 гг. Шираз учился на филологическом факультете Ереванского государственного университета, в 1956 г. — в Московском литературном институте им. Горького.
Опубликовал сборники «Начало весны», «Голос поэта», «Лира Армении», «Сиаманто и Хджезарэ», «Памятник матери», «Армянская дантийская» и др. За сборник «Всечеловеческое» в 1975 г. был удостоен Государственной премии Армянской ССР.
В 1960 и 1969 гг. фирма «Мелодия» на виниле выпустила вокально-симфонический цикл Авета Тертеряна «Родина» на слова Ованеса Шираза.
Умер 14 марта 1984 года в Ереване. Похоронен в пантеоне парка им. Комитаса.

## Награды и премии
- орден Ленина (1974)
- 2 ордена Трудового Красного Знамени (27.06.1956; 24.06.1964)
- орден «Знак Почёта» (31.01.1939)
- Государственная премия Армянской ССР (1975)

## Произведения
Ованес Шираз — классик армянской поэзии. Основные темы его творчества — романтика, патриотизм и материнство. Стихотворения Шираза, посвященные горе Арарат, геноциду армян, историческому городу Ани, национальному герою Андранику, публиковались в Советской Армении и в армянской диаспоре огромными тиражами. Автор философской поэмы «Библейское» (1944), посвященной Великой Отечественной войне.

## Память

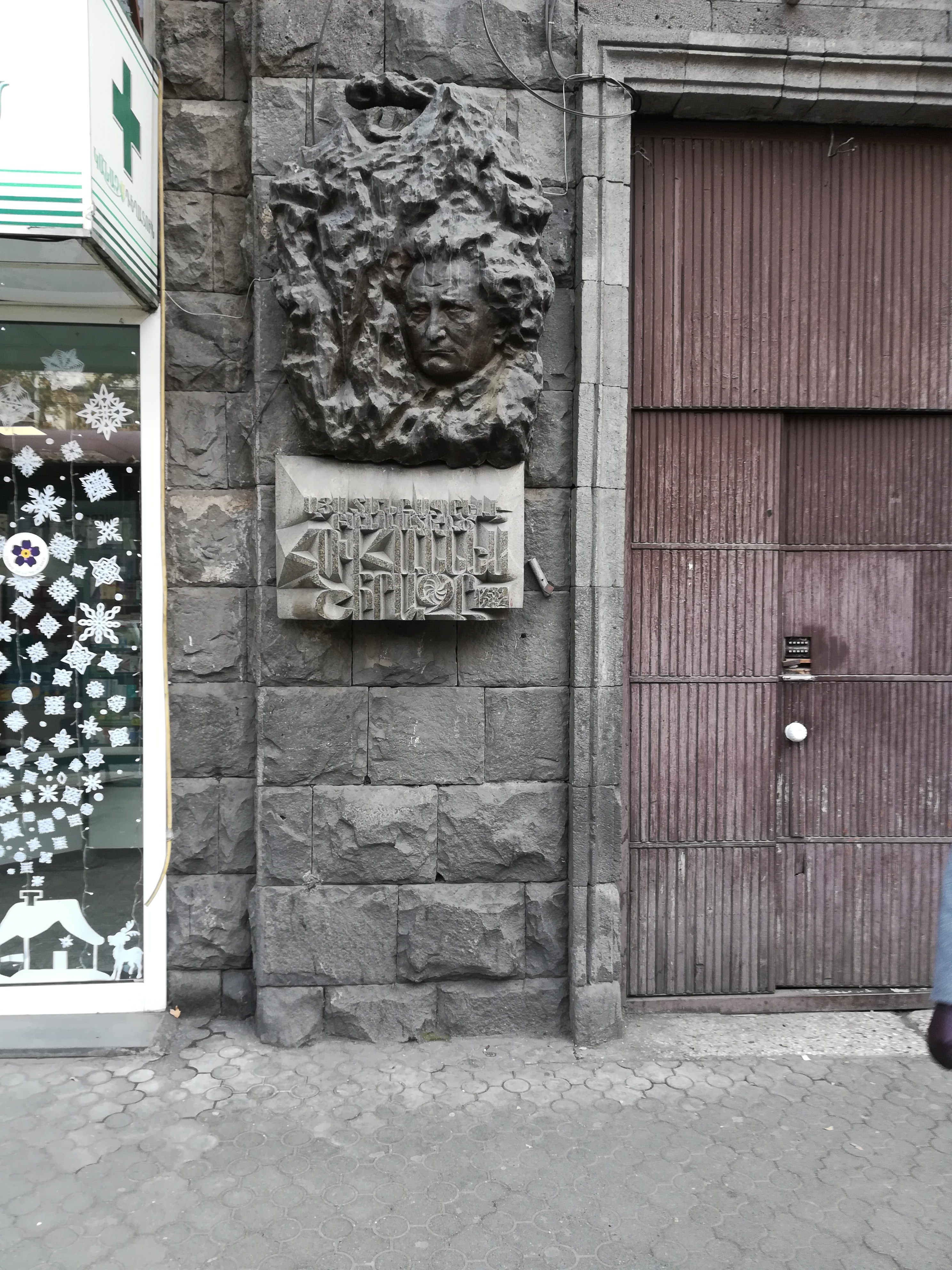
Мемориальная доска в Ереване

В Гюмри (Александрополь), где родился Ованес, на улице Варпетац (Шаумяна) в середине 1980-х был открыт музей поэта, где собраны фотографии и документы, личные вещи и издания его произведений на 58 языках. Его именем названы улицы в Армении, Иране.
Мемориальная доска установлена на д. 20 по проспекту Маштоца в Ереване.
Турецкая певица армянского происхождения Сибил Бекторосоглу исполнила песню «Письмо», написанную на основе произведения армянского поэта.
Ованесу Ширазу свои стихи посвящали Евгений Евтушенко и Александр Гитович («Воображаемое свидание с Ованесом Ширазом»).
В 2005 г. кинорежиссёр Левон Мкртчян выпустил фильм «Ованес Шираз» (редактор фильма — Грачуи Татурян).

## О нём
- …Ованес, что был вчера бездомным, хулиганистым парнем, сегодня, по-моему, стал душевным, чарующим лириком, достойным занять отдельное место среди поэтов Еревана и всего мира. 
—Аршак Чобанян
- Ованес — звезда, возникшая из вековой мглы горя армянского народа… 
—Аветик Исаакян
- Шираз — большой талант. У него большое имя и мы очень ценим его творчество! Шираз — дорогая душа… Он талант, мы должны гордиться и считать большой честью, что знакомы с ним.
 —Уильям Сароян

### Произведения (на арм.)
- Аракс зинч цуцанэ (Erevan: Sovetagan grogh hrat., 1978).
- Банастехдзутюннер (Erevan: Haypathrat, 1954).
- Еркер (Erevan: «Sovetakan Grogh» Hratarakchutyun, 1981).
- Гирк хахахутян (Erevan: Haypathrat, 1950).
- Кареакнер (Venice: S. Ghazar, 1973).
- Атэнтир (Erevan: Haypathrat, 1954).
- Атэнтир (Beirut: Hratarakutiwn Sewan Hratarakchakan Tan, 1971).
- Атэнтир (Beirut: Shirak Hratarakchatun, 1985).
- Атэнтир (Erevan: «Mehyan» Hratarakchutyun, 1992).
- Айоц дантэаканэ (Beirut: Hratarakutiwn Tekeian Mshakutayin *Miutian «Shirak» Amsagri, 1988).
- Атэнтир (Tehran: Armen, 1983).
- Ушардзан майрикис (Erevan: Hayastan Hratarakchutyun, 1968).
- Хахахутюн аменецун (Erevan: "Sovetakan grogh, " 1982).
- Кнар Айастани (Erevan: Haypethrat, 1958).
- Кнар Айастани (Erevan: Haypethrat, 1963).
- Сиаманто ев Хчезарэ (Erevan: Haypethrat, 1955).
- Сиранамэ (Erevan: Haypethrat, 1959).

#### Издания и переводы на русском языке
- Стихи и поэмы, М. Худ. лит-ра, 1960
- Стихотворения и поэмы, М. 1956
- Памятник матери, М., Сов. писатель, 1981
- Родник: стихи, М., Гос. изд-во худ. лит., 1945

### Критическая литература о Ширазе (на арм.)
- Агбабян С. Ованес Шираз, Е., Советакан Грох, 1984
- Атбеян С. Ованес Ширази кнарергутюн, Е., Изд-во ЕГУ, 1979,
- Барсегян Х. О. Шираз: уш новелнер, масункнер, Е., Луйс, 1986
- Григорян А. Патумнер Ширази кянкиц, Е., Советакан грох, 1987
- Мурдян О. Ованес Шираз, Е., Гителик, 1975.

#### На русском языке
- Мартиросян В. А. Творческий путь Ованеса Шираза. — Ереван: Акад. наук. Арм. ССР, 1990.

## Ссылка
- Стихи Шираза Архивная копия от 10 октября 2021 на Wayback Machine
- Шираз исполняет свои стихи Архивная копия от 4 июня 2016 на Wayback Machine на YouTube
- Творческий путь Ованеса Шираза : автореферат дис. канд. наук